# The Glorias
The Glorias es una película biográfica estadounidense de 2020 dirigida y producida por Julie Taymor a partir de un guion de Taymor y Sarah Ruhl. Se basa en el libro Mi vida en la carretera, de Gloria Steinem, representada en la película por cuatro actrices que interpretan su vida en diferentes edades. Está protagonizada por Julianne Moore (Steinem adulta), con Alicia Vikander (Steinem más joven, con entre 20 y 40 años), Lulu Wilson (Steinem adolescente) y Ryan Kiera Armstrong (Gloria Steinem de niña). Otras actrices como Lorraine Toussaint, Janelle Monáe y Bette Midler completan el elenco.
El estreno mundial tuvo lugar en el Festival de Cine de Sundance el 26 de enero de 2020. Fue lanzada el 30 de septiembre de 2020 por Roadside Atractions y LD Entertainment. En España 

## Argumento
Un autobús Greyhound, en el que viajan las Gloria Steinem de todas las edades, circula por la carretera. Entre las cuatro comienzan a recordar el pasado. Cuando era niña, Gloria Steinem estaba fascinada por su padre, un vendedor de antigüedades cuya actitud complaciente irrita a su madre. Unos años más tarde sus padres se separan y una joven Gloria se ve obligada a ser la cuidadora de su madre, que está atravesando una profunda depresión. Para su sorpresa, encuentra varios artículos escritos, con una firma masculina, que su madre confiesa haber escrito ella misma antes de casarse.
De joven, Gloria viaja a la India con una beca. Al regresar a Estados Unidos busca trabajo como periodista y, entre el ambiente de sexismo y acoso constantes, logra publicar artículos sobre moda y citas. Después de escribir un dossier sobre las malas condiciones laborales de las camareras que trabajan en el Club Playboy, su nombre se vuelve conocido. Sin embargo, harta de la continua degradación de su trabajo, rechaza una oferta para convertir su informe en un libro.
Poco después, el padre de Gloria sufre un accidente automovilístico. Al llegar a verlo una semana después, se entera de que ha muerto y siente una inmensa culpa de haber retrasado su visita por temor a tener que convertirse en su cuidadora, como lo fue antes de su madre.
Mientras asistía a la Marcha en Washington para escribir un perfil de James Baldwin, sus discusiones con una mujer negra le abren la mente al prejuicio en su contra con que deben lidiar las mujeres negras en Estados Unidos, así como a su propia complicidad como mujer blanca. Más tarde asiste a un discurso sobre el aborto ilegal, que la lleva a reflexionar sobre su propio aborto poco antes de la beca gracias a la cual viajó a la India. Conmovida por las historias de otras mujeres y consciente de que las revistas no le permitirán escribir las historias que ella quiere, Gloria avanza hacia el activismo, entablando amistad con Dorothy Pitman Hughes y Florynce Kennedy, dos mujeres negras que la familiarizan con el activismo y de las que aprende oratoria.
A principios de los 70, Gloria y sus compañeras deciden publicar su propia revista, Ms., donde finalmente poder tratar los temas que les interesan. En el primer número Gloria, junto con otras 52 mujeres famosas, admite públicamente haber tenido un aborto ilegal.
Comienza a involucrarse más a fondo en política haciendo campaña por Bella Abzug. En el Caucus Político Nacional de Mujeres, Gloria y otras mujeres de varios movimientos luchan por establecer la Enmienda de Igualdad de Derechos. La enmienda finalmente fracasa.
Gloria sigue luchando, dando discursos, participando en congresos y haciendo campaña, aunque continuamente ve cómo se la interroga sobre su estado civil, su falta de hijos o su postura a favor del aborto. A la edad de 66 años se casa por primera vez y enviuda poco después.
En 2016 escribe un artículo sobre el efecto devastador de la derrota de Hillary Clinton durante las elecciones presidenciales de Estados Unidos de 2016. Finalmente se ve cómo el autobús Greyhound en el que viaja está lleno de manifestantes que se dirigen a la Marcha de las Mujeres de 2017, esta vez ya con la auténtica Gloria Steinem a bordo. Se muestran imágenes de la Marcha de las Mujeres en Washington de 2017, incluido el discurso real de Steinem, así como imágenes de ella misma por todo el mundo.

## Reparto
- Julianne Moore como Gloria Steinem
  - Alicia Vikander como Gloria Steinem (de 20 a 40 años)
  - Lulu Wilson como Gloria Steinem adolescente
  - Ryan Kiera Armstrong como Gloria Steinem de pequeña
- Bette Midler como Bella Abzug
- Janelle Monáe como Dorothy Pitman Hughes
- Timothy Hutton como Leo Steinem
- Lorraine Toussaint como Florynce Kennedy
- Enid Graham como Ruth
- Kimberly Guerrero como Wilma Mankiller
- Monica Sanchez como Dolores Huerta
- Margo Moorer como Barbara Jordan
- Jay Huguley como entrevistador de televisión
- Michael Lowry como el entrevistador sexista del estudio

## Producción
En octubre de 2018 se anunció que estaba en producción una película biográfica de la activista Gloria Steinem, con Julie Taymor dirigiendo y coescribiendo el guion. Se hizo público que cuatro actrices habían sido elegidas para interpretar a Steinem en varios momentos de su vida, y se dio a conocer la participación de Alicia Vikander y Julianne Moore. Bette Midler fue elegida más adelante también en octubre. Lulu Wilson fue seleccionada en noviembre. En diciembre se decidió que Janelle Monáe interpretaría a Dorothy Pitman Hughes. En enero de 2019 se anunció que Timothy Hutton y Lorraine Toussaint se habían unido al elenco de la película.
El rodaje comenzó en enero de 2019 en Savannah, Georgia.

## Lanzamiento
El estreno mundial tuvo lugar en el Festival de Cine de Sundance el 26 de enero de 2020. Poco después, Roadside Attraction y LD Entertainment adquirieron los derechos de distribución de la película. Fue lanzada comercialmente el 30 de septiembre de 2020.